# Artrokonidium

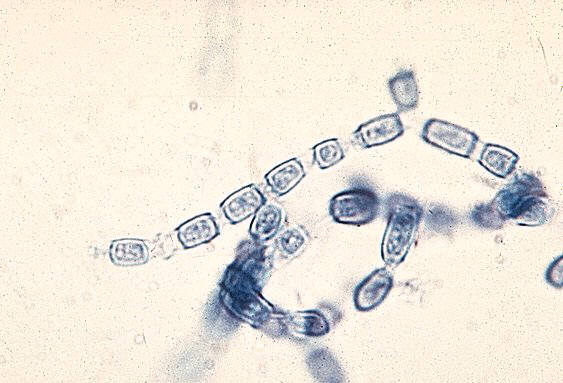
Wybarwione artrokonidia u Coccidioides immitis

Artrokonidium, artrospora (łac. arthroconidium, l.mn. arthroconidia) – zarodnik konidialny u grzybów powstający w ten sposób, że w niektórych komórkach strzępek następuje pogrubienie ściany komórkowej, a następnie sąsiednie komórki rozpadają się, pozostawiając artrokonidium. Zazwyczaj artrokonidia powstają naprzemiennie w co drugiej komórce. Mają zwykle kształt prostopadłościanu o zaokrąglonych narożach i na ogół nie są tak trwałe, jak na przykład endospory bakteryjne lub chlamydospory.
Artrokonidia tworzą niektóre patogeny wywołujące choroby ludzi, np. Coccidioides immitis i Coccidioides posadasii. Niewielki rozmiar artrokonidiów (średnica od 3 do 5 µm), pozwala im osadzić się w końcowych oskrzelikach płuc. Tam rozwijają się w grubościenną kulkę wypełnioną endosporami, które powodują ropne zapalenie płuc. Artrokonidia tworzy także pasożytniczy Epidermophyton floccosum, powodujący u ludzi grzybicę oraz patogeny roślin, np. Monilinia fructicola powodująca brunatną zgniliznę drzew pestkowych.
U ludzi i zwierząt artrokonidia są ważnymi propagulami rozprzestrzeniającymi grzybicę i grzybowe choroby dróg oddechowych. Są bardziej zjadliwe niż strzępki i mikrokonidia. Mechanizmy obronne żywicieli, takie jak filtracja dróg oddechowych, transport śluzowo-rzęskowy i hamowanie przez substancje chemiczne zawarte w śluzie nie są w stanie zapobiec infekcji artrokonidiami. W ciągu 2 dni powiększają się one i zaczynają przekształcać się w kulki zwane sferulami. W sferulach powstają endospory, które uwalniają się z nich i infekują sąsiednie komórki.